# Zvětšení prsů
Zvětšení prsů, někdy také augmentace prsů, je chirurgický zákrok, při kterém dochází k úpravě vad ženských prsů, případně ke změně jejich objemu, tvaru apod. Tyto korekce se provádí pomocí silikonových implantátů, jejichž náplní může být silikonový gel, solný roztok či jiné substance. Operace se provádí v celkové anestezii a implantát je při ní vkládán nejčastěji řezem v podpažní jamce či dolní části prsního dvorce, méně často řezem v podprsní rýze, a to buď pod velký prsní sval nebo přímo pod prsní žlázu. Ještě před samotným zákrokem se doporučuje podstoupit sonografické vyšetření. To dokáže odhalit různé změny a ložiska, které by mohli způsobit případné komplikace.
Alternativou silikonových implantátů je autotransplantace tuku (tzv. lipomodelace nebo lipofilling), který je nejprve odstraněn z břicha, stehen, boků nebo jiných míst jeho přebytku a následně aplikován do prsů.
Augmentační mammaplastika, tedy zvětšení prsou pomocí silikonových implantátů nebo vlastního tuku představuje vůbec nejčastější formu plastické operace na světě. Dle odhadů zvětšení prsou podstoupily za posledních 35 let více než 3 miliony žen na celém světě a toto číslo stále roste.